# Aedes hogsbackensis
Aedes hogsbackensis är en tvåvingeart som beskrevs av Huang 2004. Aedes hogsbackensis ingår i släktet Aedes och familjen stickmyggor. Inga underarter finns listade i Catalogue of Life.